# Seth Joyner

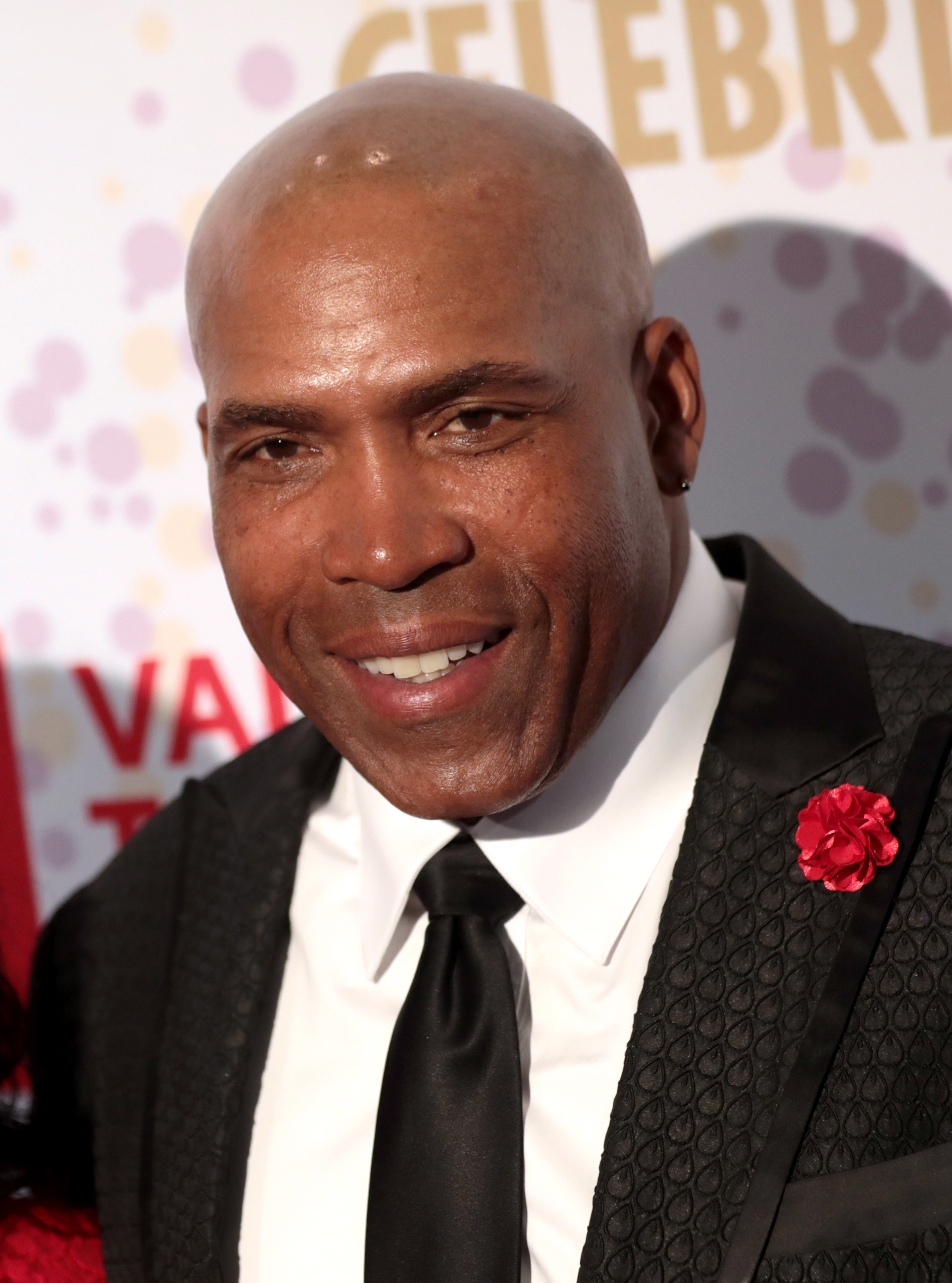
Imagem do ex-jogador de futebol americano estadunidense Seth Joyner.

Seth Joyner é um ex-jogador profissional de futebol americano estadunidense que foi campeão da temporada de 1998 da National Football League jogando pelo Denver Broncos.